# Casalecchio di Reno
Casalecchio di Reno é uma comuna italiana da região da Emília-Romanha, província de Bolonha, com cerca de 32.877 habitantes. Estende-se por uma área de 17 km², tendo uma densidade populacional de 1934 hab/km². Faz fronteira com Bologna, Sasso Marconi, Zola Predosa.

## Demografia
| Variação demográfica do município entre 1861 e 2011                               |
|                                                                                   |
| Fonte: Istituto Nazionale di Statistica (ISTAT) - Elaboração gráfica da Wikipedia |